# Електронно-променева обробка
Електро́нно-промене́ва обро́бка (англ. electron-beam processing) — широкий спектр процесів (технологій), пов'язаних з використанням енергії пучків прискорених електронів.

## Види електронно-променевої обробки
Розрізняють термічну та нетермічну обробку. До термічних процесів відносяться плавлення, зварювання, термообробка обмежених зон, свердління, мікрофрезерування, переплав поверхневих шарів, гравіювання, пайка, напилення. До нетермічних належать нехімічне затвердіння полімерів, стерилізація та активація поверхонь матеріалів, запис інформації (в тому числі голограм), електронна літографія, виробництво багатошарових структур.

## Використання
Електронно-променевим плавленням одержують особливо чисті метали і сплави; випаровуванням металевих і неметалевих матеріалів (окисів, карбідів, боридів) з дальшою роздільною або сумісною конденсацією їх одержують покриття різного призначення (декоративні чи з певними фізико-хімічними властивостями). Електронно-променева термообробка (наприклад, відпал) надає матеріалам потрібної структури; розмірна обробка (наприклад, високоточне свердління або фрезерування) — заданої форми і розмірів. Як джерело електронних пучків використовують спеціальні генератори — електронно-променеві гармати, що є складовою частиною електронно-технологічних установок (або електронно-променевих печей у разі плавлення матеріалів). Електрони випромінюються при нагріванні катода (з вольфраму, танталу) та прискорюються у високовольтному електричному полі між анодом і катодом. Відомі дві принципово різні системи плавильних електронних гармат: без прискорювального анода (з кільцевим катодом з вольфрамового дроту; як анод використовують метал, що розплавляється) та з анодами різного типу. 

Електронно-променеві технології застосовують у металургії, машинобудуванні, радіоелектроніці тощо.

## Історична довідка
Знач. внесок у відкриття та вивчення енергетичних ефектів електронного променя зробили англійські учені В. Гроувс (нагрівання металів прискореним магніт. полем пучків електронів, 1852), В. Крукс (перенесення променями енергії й імпульсів, плавлення платинового анода, 1879), Дж.-Дж. Томсон (відслонення потоку електронів магніт. полем, 1897), американський фізик Р.-Е. Міллікен (точне визначення зарядів електронів, 1905).
В 1905 році Пірані вперше використав потік електронів у вакуумі для виплавки металів, але швидкий розвиток електронно-променевої обробки став можливий лише після того, як пучок електронів сфокусували. Цього досягнули Арденне та Рюле в 1934 році. Практичне впровадження у промисловість почалось з 1960-их років. З 1970-их років почалось масове застосування нетермічних процесів.
В СРСР вперше розробки таких процесів проводили А. Н. Кабанов, Н. А. Ольшанський, М. М. Рикалін. В Удмуртії впровадження процесів електронно-променевої обробки почалось з 1964 року для зварювання високоміцних та активних металів. НДТІ «Прогрес» разом з спеціалістами із Москви та Санкт-Петербурга створили багатофункціональне обладнання для електронно-променевого зварювання та обробки. Були модернізовані установки на Воткінському машинобудівному заводі та АТ «Іжмаш», розроблені та впроваджені процеси зварювання титанових та алюмінієвих сплавів, високоміцної сталі, зварювання та локальної термообробки деталей після фінішної обробки. Чепецьким механічним заводом (місто Глазов) впроваджена технологія електронно-променевого зварювання з локальною термообробкою, електронно-променевого вакуумної переплавки металів, високовиробничого обладнання для цих процесів. На 1995 рік на 6 провідних підприємствах Удмуртії електронно-променева обробка ефективно використовувалась для прецизійного зварювання та локальної термообробки. На заводі «Пластмас» (місто Іжевськ) впроваджено електронно-променеву обробку пінополіетилену. Суттєвий внесок в розробку та впровадження технології та обладнання електронно-променевої обробки на підприємствах Удмуртії внесли В. І. Бєлов, В. І. Фролов (Глазов), Л. В. Ляшенко, В. Н. Смірнов (НДТІ «Прогрес»), В. А. Золотов, С. Г. Петін (Воткінськ), Ю. Н. Вдовін (Іжевськ).

## Внесок вчених України у розвиток технології
В Україні дослідження електронно-променевих процесів і розроблення устаткування для таких видів електронно-променевих технологій, як зварювання, плавлення, випаровування, розпочато від середини 1950-х рр. в Інституті електрозварювання НАН України (ІЕЗ). 1971 у ньому створили першу лабораторну установку для електронно-променевого плавлення (О. Тихоновський, М. Тригуб), згодом промислові установки декількох типів з виготовлення високоякісних корозієстійких та інших типів сталей, титану були впроваджені на підприємствах України та низки інших країн (М. Жадкевич).
Українські вчені розробили процеси електронно-променевого випаровування з наступною конденсацією на поверхні виробу для отримання жаростійких багатокомпонентних покриттів (хром–алюміній–ітрій), сплавів на основі нікелю, кобальту (І. Малашенко, Б. Мовчан). Нині на основі високошвидкісного електронно-променевого випаровування речовин і осадження парової фази у вакуумі розвиваються нові напрями одержання неорганічних матеріалів з аморфною, нано- і мікророзмірною запрограмованою структурою і складом; гібридні технологічні процеси, що включають іонізацію парового потоку основного компонента або введення в нього органічних добавок, зокрема для одержання нано-трубок і алмазоподібних структур (Б. Мовчан, А. Устинов).
Під керівництвом Б. Патона в ІЕЗ вперше в світі створено електронно-променеве устаткування для виконання експериментів і ремонтних робіт на літальних космічних апаратах (Д. Дудко, В. Лапчинський, В. Патон, І. Походня): «Вулкан» (зварювання й різання, 1969; космічний корабель «Союз-6»), «Випарник» і «Випарник-М» (нанесення покриттів на метали і скло, 1979–80; орбітальна станція «Салют-6»), «УРІ» (різання, зварювання, паяння та нанесення покриттів на метали і скло у відкритому космічному просторі, 1984; орбітальна станція «Салют-7»). У ІЕЗ відповідні гармати розроблено й для безтигельного зонного плавлення матеріалів дискретним електронним пучком. 1980–90 на космічних апаратах для матеріалознавчих експериментів, зокрема отримання надчистих металів і композиційних матеріалів, використовували електронно-променеві установки «Янтар», «Універсал» тощо. У співпраці з російським ракетно-космічним комплексом «Енергія» (О. Марков, В. Нікитський) в ІЕЗ (Ю. Асніс, О. Загребельний, В. Лапчинський, В. Хорунов) створено низку нових технологій з’єднання й ремонту космічних конструкцій, типів з’єднань та надійних оптимальних конструкцій електронно-променевих установок. Електронно-променеві гармати, розроблені ІЕЗ (Ю. Ланкін, О. Назаренко, В. Шелягін) та спільно з Інститутом електродинаміки НАН України (Ю. Дроботов), застосовано як інжектори електронних променів під час вивчення явищ у стратосфері й іоносфері, зокрема спільному радянсько-французькому експерименті зі створення штучних полярних сяйв «Аракс» (1974–75), у геофізичних експериментах «Зірниця».